# Ihavandhoo
Ihavandhoo är en ö i Maldiverna. Den ligger i den norra delen av landet, 315 km norr om huvudstaden Malé. Geografiskt är den en del av Ihavandhippolhu atoll, men tillhör administrativt Haa Alif.
Savannklimat råder i trakten. Årsmedeltemperaturen i trakten är 25 °C. Den varmaste månaden är mars, då medeltemperaturen är 27 °C, och den kallaste är juli, med 26 °C. Genomsnittlig årsnederbörd är 1 672 millimeter. Den regnigaste månaden är augusti, med i genomsnitt 297 mm nederbörd, och den torraste är januari, med 33 mm nederbörd.